# 實質謬誤
實質謬誤（Material fallacies）是論證使用了不恰當的前提造成的謬誤。
所有的論證都從前提（premise）與預設（presupposition）出發，前提是可證明對錯的起始點，預設則無法證明對錯。基於人類的有限及偏見，預設是無法避免的，只能依靠信念，亦即，如果一個論證有效，同意所有預設的人會同意該論證，而不同意所有預設的人仍無法同意該論證。
實質謬誤主要是針對前提及支持前提的證據。當論證者無法為某個前提提出充足的證據時，該論證就沒有被充分證成，這就是實質謬誤。常見實質謬誤的形式有因果謬誤、偏差樣本、非黑即白、既定觀點問題、不當類比、矛盾前提、循環論證等等。

## 外部連結
- （英文）Logical Fallacies in Scientific Writing（页面存档备份，存于）
- （英文）fallacy | logic :: Verbal fallacies（页面存档备份，存于）